# Eos cyanogenia
Eos cyanogenia là một loài chim trong họ Psittacidae.

## Hình ảnh

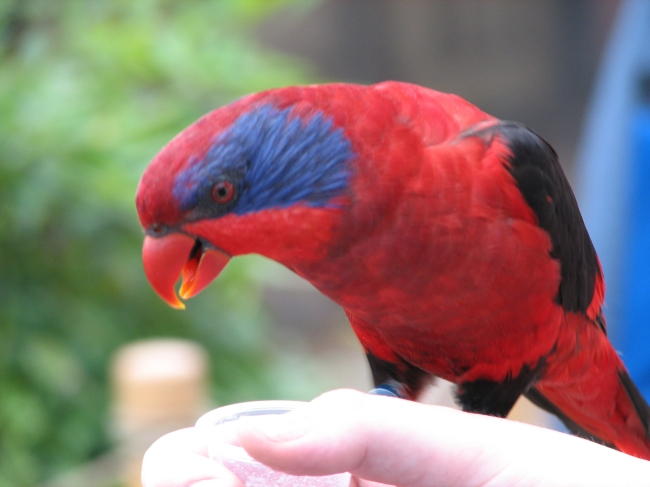
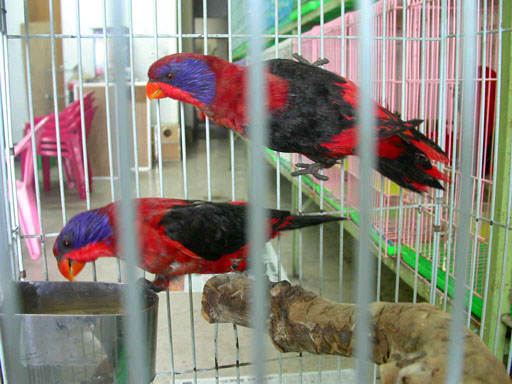